# Prodioxys carnea
Prodioxys carnea är en biart som först beskrevs av Giovanni Gribodo 1894.
Prodioxys carnea ingår i släktet Prodioxys och familjen buksamlarbin. Inga underarter finns listade i Catalogue of Life.